# Майор державної безпеки
Майор державної безпеки — спеціальне звання начальницького складу Головного управління державної безпеки (ГУДБ) НКВС і НКДБ СРСР в 1935-1945 роках.
У 1935-1940 роках звання приблизно відповідало військовому званню комбриг в сухопутних військах та капітан 1 рангу у військово-морських силах.

## Історія використання
Постановами ЦВК СРСР № 20 і РНК СРСР № 2256 від 7 жовтня 1935 року, оголошених Наказом НКВС СРСР № 319 від 10 жовтня 1935, введені персональні спеціальні звання для начальницького складу ГУДБ НКВС СРСР. Ці спеціальні звання хоч і мали назву, подібну до військових, але не відповідали їм. Серед цих спеціальних звань було звання майор державної безпеки. Майор ДБ був вище за рангом від капітана державної безпеки, та нижче від старшого майора державної безпеки.
Указом Президії Верховної Ради СРСР від 9 лютого 1943 року, вводилися нові спеціальні звання співробітників органів НКВС відповідні до загальновійськових (окрім вищого начальницького складу), а також вводився поділ на склади (вищий, старший, середній та молодший). Звання майор державної безпеки стало відноситися до старшого начальницького складу, збігаючись з армійським званням майор. Відповідно до цього Указу, особи, що носили до цього спеціальне звання «майор державної безпеки», отримали спеціальне звання «полковник державної безпеки» і відповідні цьому спеціальному званню погони. Особам же, які мали спеціальне звання «старший лейтенант державної безпеки», було присвоєно спеціальне звання «майор державної безпеки». Майор ДБ був за рангом вище за капітана державної безпеки, та нижче від підполковника державної безпеки.
Указом Президії Верховної Ради СРСР від 6 липня 1945 року «Про звання, форму одягу і знаки розрізнення начальницького складу Народного комісаріату внутрішніх справ і Народного комісаріату державної безпеки СРСР» для начальницького складу НКВС та НКДБ вводилися звання, аналогічні до встановлених для офіцерського та генеральського складів Червоної Армії.
Указом Президії Верховної Ради СРСР від 21 серпня 1952 року «Про скасування військових звань, введення нових звань і зміну у зв'язку з цим форми одягу та знаків розрізнення для начальницького складу органів Міністерства державної безпеки СРСР», об'явленим наказом МДБ № 0294 від 26 серпня 1952 року, військові звання для співробітників органів МДБ СРСР знову змінювались на спеціальні звання. Серед введених звань було звання майора державної безпеки. Це нововведення так і не набуло поширення.

## Знаки розрізнення
У 1924-1936 роках в органах держбезпеки для позначення посадових розрядів використовувалася система знаків розрізнення посадових рангів, подібна до армійської. У цій системі молодший склад позначався певною кількістю трикутників на петлицях, середній склад — квадратів («кубарів»), старший склад — прямокутників («шпал»), вищий склад — ромбів.
У 1935 році в ГУДБ НКВС вводяться персональні спеціальні звання, а також повністю змінюються знаки розрізнення. Спочатку для начскладу ГУДБ НКВС були прийняті тільки нарукавні знаки розрізнення. Для осіб середнього начскладу — червоні усічені трикутники (кількість — відповідно до звання). Дана система виявилася невдалою: нарукавні відзнаки були важкорозрізнювані, що призвело до повернення знаків розрізнення до петлиць. На петлицях начальницького складу з'являються просвіти, певного кольору. Середній та старший начальницькі склади мали сріблясті просвіти, вищий начальницький склад мав золотисті просвіти. Також на петлицях, залежно від звання, розташовувалася певна кількість сріблястих (старший склад), золотистих (вищий склад) п'ятипроменевих зірочок чи червоних емальованих трикутників (середній склад). Майор ДБ мав на петлицях з одним золотистим просвітом по одній золотистій зірочці та одну нарукавну шиту золотом зірку.
З 1937 року в органах державної безпеки були введені знаки розрізнення армійського зразка (аналогічні вже використовувалися у військах НКВС). Нарукавні відзнаки були скасовані, був змінений вид петлиць. Петлиці встановлювалися двох видів: для гімнастерки або френча і для шинелі. Перші зберігали колишні форму і розмір, шинельні мали форму ромба з округленими увігнутими верхніми сторонами. Висота петлиці 11 см, ширина — 8,5 см, розміри шинельної петлиці: висота 13 см, ширина 12,5 см. Колір петлиць залишався колишнім, краповим (темно-червоного) з малиновим кантом. Замість зірочок і кутників були встановлені знаки розрізнення, аналогічні прийнятим в РСЧА: ромби для вищого начскладу, прямокутники («шпали») — для старшого і квадрати («кубики») — для середнього. Майори державної безпеки отримують на петлиці по одному емальованому ромбу, як на петлицях загальновійськового комбрига РСЧА.
У 1943 році в органах державної безпеки (як і в інших підрозділах НКВС/НКДБ, так і в Червоній армії) відбувається уніфікація військових та службових звань. Знаки розрізнення піддаються зміні, вони змінюють свій вигляд і їх починають розміщувати на нововведених погонах. Погони службовців державної безпеки були п'ятикутні золотисті галунні, а польові захисного кольору (перший варіант погон був «пляшечної» форми), канти та просвіти на погонах волошкові. Майори державної безпеки, отримують на погони з двома просвітами по одній середній золотистій п'ятипроменевій зірочці (така ж кількість зірочок була на погонах загальновійськового майора Червоної армії).
1936-1945.
| 1936 | 1936 | 1937-43 | 1937-43 | 1943 | 1943 | 1943-1945 | 1943-1945 |
| ---- | ---- | ------- | ------- | ---- | ---- | --------- | --------- |
|      |      |         |         |      |      |           |           |

## Носії
- Андреєва-Горбунова Олександра Азарівна
- Шевко Анатолій Іванович
- Щорс Ігор Олександрович, троюрідний брат Щорса Миколи Олександровича